# Whitecross
Whitecross är en by i kommunen Falkirk i Skottland. Byn är belägen 12 km från staden Falkirk. Orten har 770 invånare (2016).